# Beschuldigter
Als Beschuldigter wird im deutschen und österreichischen Strafrecht eine strafmündige Person bezeichnet, der die Begehung einer Straftat vorgeworfen wird und gegen die daher ein strafrechtliches Ermittlungsverfahren betrieben wird.

## Deutschland
Die folgenden Quellennachweise beziehen sich auf deutsches Strafrecht.

### Abgrenzung
Ein Verdächtiger wird abhängig vom aktuellen Verfahrensfortgang bezeichnet als Beschuldigter, Angeschuldigter, Angeklagter und erst nach Verurteilung als Täter (Strafrecht).
Im Einzelnen:
Ein Verdächtiger ist eine (natürliche) Person, gegen die ein Anfangsverdacht einer Straftat besteht (§ 152 Abs. 2 StPO). 
Zum Beschuldigten wird der Verdächtige nach inzwischen überwiegender Auffassung erst, wenn gegen ihn wegen des Verdachts einer Straftat mit Verfolgungswillen (sog. Inkulpationsakt der Strafverfolgungsbehörden) als Beschuldigter (sog. Verfolgung in personam) ermittelt wird. Diese kombiniert „formell-materielle“ Theorie konnte sich gegen eine rein objektive Lehre, die die Beschuldigtenstellung automatisch an das Bestehen des Tatverdachts knüpfte und eine vermehrt subjektive Betrachtung, die überwiegend bis ausschließlich auf den Verfolgungswillen der Strafverfolger abstellte, durchsetzen. Probleme bereitet weiterhin die Behandlung des Betroffenen nach einem Statuswechsel (z. B. vom einfachen Zeugen zum Verdächtigen und sodann zu Beschuldigten), was insbesondere bei „informatorischen Befragungen“ durch Ermittlungsbeamte und „Spontanäußerungen“ durch den Betroffenen offen zu Tage tritt. Hier geraten alle bislang vorherrschenden Ansichten zur Begründung der Beschuldigtenstellung an ihre Grenzen, da sie entweder an zu starre Maßstäbe anknüpfen (z. B. durch zu frühe Annahme eines Anfangsverdachts iS.d. § 152 StPO), oder aber die Entscheidung über das Eintreten in die Beschuldigteneigenschaft zu stark flexibilisieren (z. B. durch vorgebliches Verneinen des Inkulpationswillens bei offenkundigem Verdacht).
Ab der Beendung des Ermittlungsverfahrens durch Erhebung einer Anklage der Staatsanwaltschaft oder Amtsanwaltschaft wird ein Beschuldigter zum Angeschuldigten (§ 157 2. Alt. StPO).
Der Angeschuldigte wird zum Angeklagten (§ 157 StPO), wenn das Gericht die Eröffnung des Hauptverfahrens (§ 203 StPO) beschlossen oder einen Strafbefehl (§ 407 StPO) gegen ihn erlassen hat.

### Rechte
Dem Beschuldigten steht es nach dem Grundsatz nemo tenetur se ipsum accusare frei, ob er sich zur Sache einlässt oder nicht (§ 136 Abs. 1 S. 2 StPO). Hierüber ist der Beschuldigte bei einer Festnahme oder Vernehmung (rechtliches Gehör) stets aufzuklären (Belehrungspflicht). Der Beschuldigte muss nicht begründen, warum er keine Aussage machen will.
Außerdem muss eine Eröffnung des Tatvorwurfes inkl. der strafrechtlichen Bestimmung sowie Tatort, Tatzeit und Art der Täterschaft resp. Teilnahme stattfinden.
Nach § 136 StPO, Art. 6 EMRK muss ein Beschuldigter über Folgendes belehrt werden:
- Tatvorwurf
- Aussagefreiwilligkeit in Bezug auf die Sache
- Recht zur Befragung eines Verteidigers (Verteidigerkonsultation)
- Beantragung von Beweismittelerhebungen

Dem Beschuldigten ist es gestattet, im Rahmen seines Selbstschutzes zu lügen, jedoch in der Regel nicht, wenn dadurch andere Straftaten wie die Vortäuschung einer Straftat (§ 145d StGB), die falsche Verdächtigung (§ 164 StGB) oder ein Beleidigungsdelikt (§§ 185 ff. StGB) verwirklicht werden. Ausnahmen wurden nur in Fällen anerkannt, in denen die falsche Verdächtigung Konsequenz des Bestreitens der eigenen Täterschaft war, wenn also nur zwei Personen als Täter in Betracht kamen und der Täter die Begehung einer Straftat abstritt.
Der Beschuldigte ist im gegen ihn laufenden Ermittlungsverfahren berechtigt, jederzeit einen Verteidiger hinzuzuziehen. In bestimmten Fällen (sog. „Notwendige Verteidigung“) (§ 140 StPO) muss das Gericht oder die Staatsanwaltschaft ggf. sogar einen solchen bestellen, ob der Beschuldigte dies nun wünscht oder nicht. Wird der Beschuldigte daran gehindert, einen Verteidiger hinzuzuziehen, besteht für die gemachte Aussage ein Beweisverwertungsverbot nach Art. 6 Abs. 1 und 3 EMRK.

### Pflichten
Ein Beschuldigter muss in Deutschland zutreffende und vollständige Angaben zu seinen Personalien (Familienname, Geburtsname, Vorname(n), Geburtstag, Geburtsort, Staatsangehörigkeit, Familienstand), seinem ausgeübten Beruf und zu seiner Wohnanschrift machen. Weitere Angaben muss er in diesem Verfahrenstadium nicht machen. Diese Daten sind u. a. wichtig für die Prüfung von Haftgründen. Ferner muss er gemäß § 81b StPO für die Zwecke der Durchführung eines Strafverfahrens oder des Erkennungsdienstes Maßnahmen wie beispielsweise die Fertigung von Lichtbildern oder das Nehmen von Fingerabdrücken dulden. Weitere passive Feststellungspflichten ergeben sich aus den §§ 81a, 81e ff StPO. Staatsanwaltlichen (§ 163a Abs. 3 StPO) und gerichtlichen, nicht jedoch polizeilichen Ladungen hat ein Beschuldigter zudem Folge zu leisten.
Bei einer Verweigerung der o. a. Personalien kann gegen den Verdächtigen einer Straftat gem. § 163b StPO die Identitätsfeststellung (inkl. Durchsuchung der Person) oder das Personenfeststellungsverfahren betrieben werden. Auch kann er erkennungsdienstlich behandelt und wegen Verstoßes gem. § 111 des Gesetzes über Ordnungswidrigkeiten gegen ihn ermittelt werden.
Bestehen Gründe für Untersuchungshaft (§§ 112 ff StPO) kann der Beschuldigte vorläufig festgenommen und dem Ermittlungsrichter vorgeführt werden.
In einer Hauptverhandlung besteht für den sodann als Angeklagten bezeichneten Beschuldigten eine Pflicht zur Anwesenheit (§ 230 StPO).

### Rechtsprechung
- Vernehmung
  - Macht ein Beschuldigter von seinem Schweigerecht Gebrauch, darf dies nicht bei der Beweiswürdigung gegen ihn verwertet werden (BGHSt. 20, 281 VRS 30, 66; BGHSt. 20, 298; OLG Hamm in MDR 1973, 870; VRS 46, 143; OLG Celle in VRS 46, 140)
  - Ein Teilschweigen ist hingegen nach herrschender Meinung gegen ihn verwertbar (BGHSt 20, 298).[7]
- Verteidigerkonsultation
  - Die Pflicht zur Belehrung über das Recht auf Verteidigerkonsultation gebietet nicht, den Beschuldigten, der keinen Wunsch auf Zuziehung eines Verteidigers äußert, auf einen vorhandenen Strafverteidigernotdienst hinzuweisen (Anschluss an BGH StV 1996, 187; BGH StV 2002, 180 f.).